# Gajserik
Gajserik, Geiserik ali Genserik (latinsko Gaisericus, Geisericus; rekonstruirano vandalsko *Gaisarīx) je bil od leta 428 do 477 kralj Vandalov in Alanov, * ok. 389, † 25. januar 477).
Vladal je kraljestvu, ki ga je ustanovil on sam, in bil eden ključnih akterjev v težavah, s katerimi se je soočalo Zahodno rimsko cesarstvo v 5. stoletju. Skozi svojo skoraj 50-letno vladavino je razmeroma nepomembno germansko pleme povzdignil do statusa velike sredozemske sile. Njegov najbolj znan podvig pa je bil zavzetje in ropanje Rima junija 455. Preprečil je dva velika poskusa  Rimljanov, da bi ga strmoglavili, prvega cesarja Majorijana leta 460 ali 461 in drugega cesarja Baziliska v bitki pri rtu Bon leta 468. Po smrti v Kartagini ga je nasledil sin Hunerik.

## Zgodnje življenje in prevzem oblasti
Gajserik je bil nezakonski sin kralja Godigisela in sužnje. Po očetovi smrti v bitki proti Frankom med prehodom Rena je Gajserik postal drugi najmogočnejši mož med Vandali, za novim kraljem, njegovim polbratom Gunderikom — že dolgo pred svojim bolj formalnim prevzemom k kraljevanje. Jordan je Gajserika opisal na naslednji način:
Gajserik ... je bil moški zmerne višine in hrom zaradi padca s konja. Bil je človek z globokimi mislimi in malo besedami, ki je imel razkošje v zaničevanju, jezen v svoji jezi, pohlepen po dobičku, preudaren v pridobivanju barbarov in spreten v sejanju semena razdora, da bi vzbudil sovraštvo.
Po Gunderikovi smrti leta 428 je Gajserik postal kralj Vandalov in nadaljeval sovražnosti, ki jih je začel njegov brat. V ta namen je iskal načine za povečanje moči in bogastva svojega ljudstva, ki je takrat prebivalo v rimski provinci Hispania Betika v južni Hispaniji. Vandali so močno trpeli zaradi napadov številčnejših vizigotskih federatov in kmalu po prevzemu oblasti se je Gajserik odločil prepustiti Hispanijo temu rivalskemu germanskemu plemenu. Pravzaprav se zdi, da je začel graditi vandalsko floto, še preden je postal kralj. Leta 429 je Gajserika napadla velika vojska Svebov pod poveljstvom Heremigarija, ki jim je uspelo zavzeti Luzitanijo. Ta svebska vojska je bila poražena blizu Méride, njen vodja pa se je utopil v reki Guadiana, medtem ko je poskušal pobegniti.

## Afrika
Ko je Gajserik nasledil svojega brata Gunderika v času, ko so bili Vandali naseljeni v Betiki v rimski Hispaniji (sodobna Andaluzija, Španija), se je Gajserik uspešno ubranil pred napadom Svebov in leta 428/429 prepeljal večino svojega ljudstva - morda celo 80.000 ljudi - v severno Afriko. Nekateri znanstveniki trdijo, da ta številka predstavlja pretiravanje in da je bila številka verjetno bližje 20.000. Ne glede na resnične številke obstajajo znaki, da je Vandale pod Gajserikovim vodstvom morda povabil rimski guverner Bonifacij, ki je želel uporabiti vojaško moč Vandalov v svojem boju proti cesarski vladi pod rimskim generalom Ecijem.
Gajserik, ki je prečkal Gibraltarski preliv, ni vodil le svojih vandalskih bratov in vojske, ampak ga je verjetno spremljal kontingent Alanov in Gotov. Ko je bil tam, je zmagal v številnih bitkah nad šibkimi in razdeljenimi rimskimi branilci in hitro prevzel ozemlje, ki zdaj obsega sodobni Maroko in severno Alžirijo. Njegova vandalska vojska je oblegala mesto Hippo Regius (kjer je Avguštin pred kratkim postal škof in ki je umrl med obleganjem), in ga je zavzela po 14 mesecih ogorčenih bojev. Gajserik in njegove sile so nato začeli podrejati notranjost Numidije. Leta 435 je bil sklenjen mir med Gajserikom in rimskim cesarjem Valentinijanom III. in v zameno za priznanje Gajserika za kralja osvojenih dežel so Vandali opustili nadaljnje napade na Kartagino in plačali davek cesarstvu, Gajserikov sin Hunerik pa je bil poslan – kot talec – v Rim. Gajserikova pogodba z Rimljani je vključevala tudi obdržanje Mavretanije in dela Numidije v rokah Vandalov kot federatov (zavezniki po posebni pogodbi) Rima.
V nenavadni potezi 19. oktobra 439 je Gajserik zavzel Kartagino in zadal uničujoč udarec cesarski oblasti, pri čemer je izkoristil dejstvo, da je Aecij ostal zaposlen z zadevami v Galiji. Klasični učenjak Stewart Oost je opazil: "Tako je nedvomno dosegel tisto, kar je bil njegov namen, odkar je prvič prešel v Afriko." Zgodovinar Chris Wickham trdi, da je Gajserikovo osvojitev Kartagine napovedovalo poznejši propad Rima. Rimljane so zalotili nepripravljene in Gajserik je ujel velik del zahodne rimske mornarice, zasidrane v pristanišču Kartagine. Katoliški mestni škof Quodvultdeus je bil izgnan v Neapelj, saj je Gajserik zahteval, da vsi njegovi bližnji svetovalci sledijo arijanski obliki krščanstva. Naslednje Quodvultdejeve pridige slikajo "temno sliko vandalskih plenilcev."
Kljub udarcu v cesarsko blagajno, ki ga je povzročil Gajserikov zaseg afriškega dohodka in ustreznih dobav žita, vandalski kralj ni imel namena odvzeti Italiji afriškega žita, temveč ga je želel prodati cesarju za dobiček. Medtem je bil njegov novi status Proconsularis in kot tak je Gajserik postavil Kartagino za svojo novo rezidenco. Ker je podedoval že ekonomsko učinkovito državo, so davčni prihodki iz njegovih novih dežel omogočili vandalskemu osvajalcu, da je zgradil veliko floto, ki je izzvala cesarski nadzor nad Sredozemljem. Gajserik je vodil mešanico Vandalov, Alanov, Gotov in Rimljanov v Afriki, pri čemer se je zanašal na ad hoc administracijo pod okriljem cesarske oblasti, da bo legitimirala njegovo vladavino. Latinska literarna kultura je cvetela celo v Kartagini.
Gajserik je leta 440 n.š. oblegal Panormus (Palermo, Sicilija), vendar je bil obleganje odbito. Hunski vpadi na območje spodnje Donave so prisilili Carigrad, da je umaknil sile s Sicilije v korist Gajserika. V pogodbi z Rimom iz leta 442 so bili Vandali priznani kot neodvisni vladarji Byzacene in dela Numidije. Leta 455 je Gajserik zasedel Balearske otoke, Sardinijo, Korziko in Malto, njegova flota pa je kmalu prevzela nadzor nad večjim delom zahodnega Sredozemlja. Leta 455 je bil po ukazu Petronija Maksima, ki je uzurpiral prestol, umorjen rimski cesar Valentinijan III. Petronij Maksim se je poročil tudi z Valentinijanovo vdovo Licinijo Evdokijo in prav tako poročil hčer cesarskega para Evdokijo s svojim sinom; slednje je bilo prej obljubljeno Gajserikovemu sinu Huneriku, kar je prispevalo k možnemu casus belli, ki ga je izkoristil vandalski kralj. Gajserik je menil, da so ta dejanja razveljavila njegovo mirovno pogodbo 442 z Valentinijanom in 31. maja je s svojimi možmi pristal na italijanskih tleh.

## Zasedba Rima
Kot odgovor na dejanja Petronija Maksima je Gajserik premaknil velike pomorske sile iz Kartagine v Italijo in mesto Rim opustošil bolj temeljito kot so to izvedli celo Goti Alarika leta 410. Zgodovinar Michael Kulikowski ugotavlja, da je bil za razliko od Alarika, ki je Rim oblegal kot potujoči barbarski general v "obupnih ožinah", Gajserik kralj cvetoče države in je zato lahko sistematično vodil zavzetje. Gajserikova invazija je bila več kot le sistematičen napad na Rim, ampak uničujoč udarec za samo cesarstvo, tako da zgodovinar Michael Grant trdi: "Gajserik je prispeval več k propadu zahodnega rimskega cesarstva kot kateri koli drug posameznik."
Preden je Gajserik odkorakal na Rim, ga je papež Leon I. prosil, naj ne uniči starodavnega mesta ali ne ubije njegovih prebivalcev. Gajserik se je strinjal in vrata Rima so se odprla njemu in njegovim možem. Ko so bili v mestu, so ga napadalci temeljito izropali, do te mere, da je Prokopij opazil, kako so Vandali celo odvzeli zlato s stropa templja Jupitra Capitolinus – a pomembnejše je bilo zavzetje pomembne osebnosti in dostojanstveniki v mestu, katerih vrnitev je ostala še dolga leta pogajalska točka med Vandali in cesarstvom. Rutinski vandalski napadi vzdolž obale Italije in Sredozemlja so zaznamovali razmere v prvih letih po Gajserikovi uspešni zasedbi Rima.
Petronij Maksim, ki je bil prvi med tistimi, ki so se potegovali za oblast po umoru Valentinijana III., je pobegnil, namesto da bi se boril proti vandalskemu vojskovodji. Čeprav se zgodovina spominja, da je vandalsko plenjenje Rima izjemno brutalno – zaradi česar je beseda vandalizem izraz za vsako brezobzirno uničevalno dejanje – v resnici Vandali v mestu niso povzročili velikega uničenja; so pa vzeli zlato, srebro in mnoge druge vredne stvari. Gajserik je s seboj vzel tudi cesarico Evdoksijo in njeni hčerki Evdokijo in Placidijo ter bogastvo iz mesta. Po vsej Italiji je šok zaradi vandalskega oplenjenja Rima in nenehne prisotnosti Vandalov paralizirala cesarsko oblast.  Evdokija se je po prihodu v Kartagino poročila z Gajserikovim sinom Hunerikom. Njun sin Hilderik je pozneje igral ključno vlogo pri osvajanju severne Afrike cesarja Justinijana v 6. stoletju.

## Kasnejši podvigi in zadnja leta
Nekje leta 460 je cesar Majorian začel zbirati invazijsko floto za napad na Vandale. Ko je Gajserik prejel obvestilo o tej pobudi, je preprečil napad tako, da je poslal ladjevje iz Kartagine v Cartago Novo, kjer so vandalske ladje zažgale cesarske čolne na njihovih privezih, s čimer se je znova izkazal za "več kot kos cesarski oblasti tako Zahodnega in Vzhodnega Rima." Nato je v začetku leta 462 Gajserik poslal cesarico Evdoksijo s hčerkama Evdokijo in Placidijo, ujetimi med plenitvijo Rima, nazaj v Carigrad iz Kartagine v dejanju sprave s cesarstvom, verjetno z namenom ohraniti zakon svojega sina Hunerika v Evdokijo.
Medtem ko je retorično pisanje iz obdobja še vedno razlikovalo med "barbari" in Rimljani, cesarska država pa je poskušala izvajati nadzor nad cesarstvom in njegovim obrobjem, je elitno prebivalstvo v deželah, ki so jih nadzorovali kot sta germanska poglavarja Teodorik in Gajserik, raje izbralo gotovost njihovega vodstva nad "hipavostjo in nesposobnostjo nominalne cesarske oblasti v Italiji."
Leta 468 je bilo Gajserikovo kraljestvo tarča zadnjega usklajenega prizadevanja dveh polovic rimskega cesarstva. Hoteli so podrediti Vandale in končati njihove gusarske napade, zato je cesar Leo poslal armado iz Konstantinopla pod vodstvom Baziliska. Gajserik je proti Rimljanom poslal floto 500 vandalskih ladij, pri čemer je v prvem boju izgubil 340 ladij, v drugi bitki pa mu je uspelo uničiti 600 rimskih ladij, med katero je Gajserik uporabil "ognjene" ladje z uničujočim učinkom. Ta katastrofalni poraz rimske flote s strani Gajserikovih sil naj bi stal cesarsko blagajno več kot 64.000 funtov zlata in 700.000 funtov srebra. Rimljani so opustili kampanjo in Gajserik je ostal gospodar zahodnega Sredozemlja do svoje smrti ter vladal od Gibraltarske ožine vse do Tripolitanije.
Po bizantinskem porazu so Vandali poskušali vdreti na Peloponez, vendar so jih Manioti pri Kenipolisu s hudimi izgubami pregnali nazaj. V maščevanje so Vandali vzeli 500 talcev na Zakintosu, jih razsekali na koščke in dele telesa vrgli čez krov na poti v Kartagino.
Leta 474 je Gajserik sklenil mir z Vzhodnim rimskim cesarstvom s pogodbo, o kateri se je pogajal carigradski senator Sever, ki je deloval pod Zenonovo oblastjo. Potem ko je užival le nekaj kratkih let miru, je Gajserik leta 477 umrl v Kartagini, nasledil ga je njegov sin Hunerik, ki ni imel očetovega zavidanja vrednega ugleda in vandalska avtoriteta je začela upadati. Kljub temu je Zenonov mir med Kartagino, ki so jo nadzorovali Vandali, in Konstantinoplom trajal do leta 530, ko so ga Justinijanova osvajanja prekinila.